# Schluchsee
Schluchsee – polodowcowe jezioro w Niemczech, położone w Schwarzwaldzie, w południowo-zachodniej Badeni, niedaleko granicy z Francją i Szwajcarią. Jest największym jeziorem w Schwarzwaldzie.
Jezioro powstało w epoce lodowcowej. W tym czasie lodowce stworzyły nieckę, która później w miarę topnienia lodowca napełniła się wodą. Ówczesne jezioro miało jednak pojemność zaledwie jednej trzeciej dzisiejszego akwenu. W latach 1929–1932 zbudowano wysoką na 63 i pół i długą na 250 metrów zaporę wodną Schluchseewerk. Poziom jeziora podniesiono o 29 metrów, a jego długość wzrosła do 7 kilometrów. Przez elektrownię wodną poprzez rury woda z jeziora wpuszczana jest do wysokiego Renu. Woda przepuszczana przez elektrownię wykorzystywana jest do zasilania trzech stacji elektrowni: Häusern, Witznau i Waldshut.
Jezioro ma wydłużony, cylindryczny kształt od którego wzięła się nazwa zbiornika (Schluch to w języku alemańskim szlauch). Strona północna zbiornika jest zurbanizowana. Znajduje się tam gmina uzdrowiskowa Schluchsee oraz kilka stacji kolejowych: (Seebrugg, Schluchsee i Aha). Brzegiem jeziora biegnie droga krajowa nr 500. Po tej stronie dominuje ruch samochodowy. Strona południowa przeznaczona jest dla rowerzystów i pieszych.
Powierzchnia zlewni jeziora wynosi 520 hektarów.
W systemie gospodarki wodnej jest jednolitą częścią wód o międzynarodowym kodzie DEBW_4 i kodzie LAWA FRL058. Należy do regionu wodnego Hochrhein. W niemieckiej typologii wód powierzchniowych należy do jezior sztucznych typu 9.

## Użytkowanie
Schluchsee otoczone jest wysokimi do 1200 metrów górami, łąkami i ciemnymi lasami. Dzięki zdrowemu klimatowi okolice jeziora stanowią popularne miejsce wypoczynku i rekreacji, a gmina nad brzegiem jeziora o tej samej nazwie jest kurortem.
Na jeziorze możliwa jest kąpiel, pływanie łódką i żeglowanie oraz serfowanie. Wokół jeziora korzystać można z drogi rowerowej. W akwenie dozwolony jest połów ryb. W sezonie letnim po jeziorze kursuje statek pasażerski.
Średnia temperatura wody w miesiącach letnich (lipiec-sierpień) wynosi od 16 do 22 stopni Celsjusza.
Główną presją wywieraną na potencjał ekologiczny jeziora jest uregulowanie przepływu.